# Giải đua ô tô Công thức 1 Thổ Nhĩ Kỳ 2008

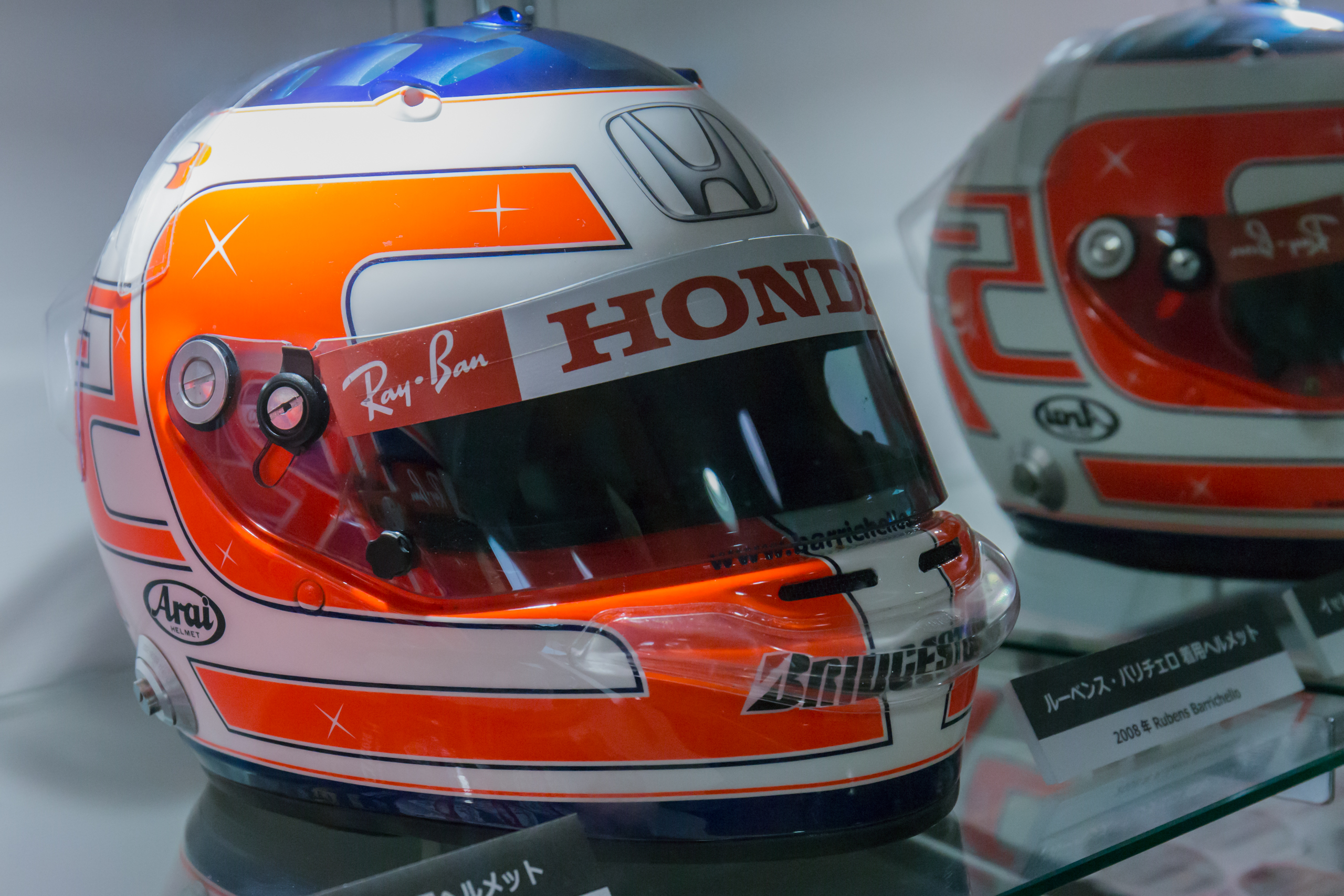
Mũ bảo hiểm năm 2008 của Rubens Barrichello

Giải đua ô tô Công thức 1 Thổ Nhĩ Kỳ năm 2008 là chặng đua thứ năm của giải vô địch thế giới Công thức 1 năm 2008. Giải được tổ chức từ ngày 9 đến ngày 11 tháng 5 năm 2008.

## Xếp hạng chi tiết
| TT      | Số xe | Tay đua              | Đội đua             | Vòng | Thời gian/Bỏ cuộc | Xuất phát | Điểm |
| ------- | ----- | -------------------- | ------------------- | ---- | ----------------- | --------- | ---- |
| 1       | 2     | Felipe Massa         | Ferrari             | 58   | 1:26:49.451       | 1         | 10   |
| 2       | 22    | Lewis Hamilton       | McLaren-Mercedes    | 58   | + 3.779           | 3         | 8    |
| 3       | 1     | Kimi Räikkönen       | Ferrari             | 58   | + 4.271           | 4         | 6    |
| 4       | 4     | Robert Kubica        | BMW Sauber          | 58   | + 21.945          | 5         | 5    |
| 5       | 3     | Nick Heidfeld        | BMW Sauber          | 58   | + 38.741          | 9         | 4    |
| 6       | 5     | Fernando Alonso      | Renault             | 58   | + 53.724          | 7         | 3    |
| 7       | 10    | Mark Webber          | Red Bull-Renault    | 58   | + 1:04.229        | 6         | 2    |
| 8       | 7     | Nico Rosberg         | Williams-Toyota     | 58   | + 1:11.406        | 11        | 1    |
| 9       | 9     | David Coulthard      | Red Bull-Renault    | 58   | + 1:15.270        | 10        |      |
| 10      | 11    | Jarno Trulli         | Toyota              | 58   | + 1:16.344        | 8         |      |
| 11      | 16    | Jenson Button        | Honda               | 57   | + 1 vòng          | 13        |      |
| 12      | 23    | Heikki Kovalainen    | McLaren-Mercedes    | 57   | + 1 vòng          | 2         |      |
| 13      | 12    | Timo Glock           | Toyota              | 57   | + 1 vòng          | 15        |      |
| 14      | 17    | Rubens Barrichello   | Honda               | 57   | + 1 vòng          | 12        |      |
| 15      | 6     | Nelson Piquet Jr.    | Renault             | 57   | + 1 vòng          | 17        |      |
| 16      | 20    | Adrian Sutil         | Force India-Ferrari | 57   | + 1 vòng          | 19        |      |
| 17      | 15    | Sebastian Vettel     | Toro Rosso-Ferrari  | 57   | + 1 vòng          | 14        |      |
| Bỏ cuộc | 14    | Sébastien Bourdais   | Toro Rosso-Ferrari  | 24   | Spun off          | 18        |      |
| Bỏ cuộc | 8     | Kazuki Nakajima      | Williams-Toyota     | 0    | Tai nạn           | 16        |      |
| Bỏ cuộc | 21    | Giancarlo Fisichella | Force India-Ferrari | 0    | Tai nạn           | 20        |      |